# دوست‌یابی سرعتی

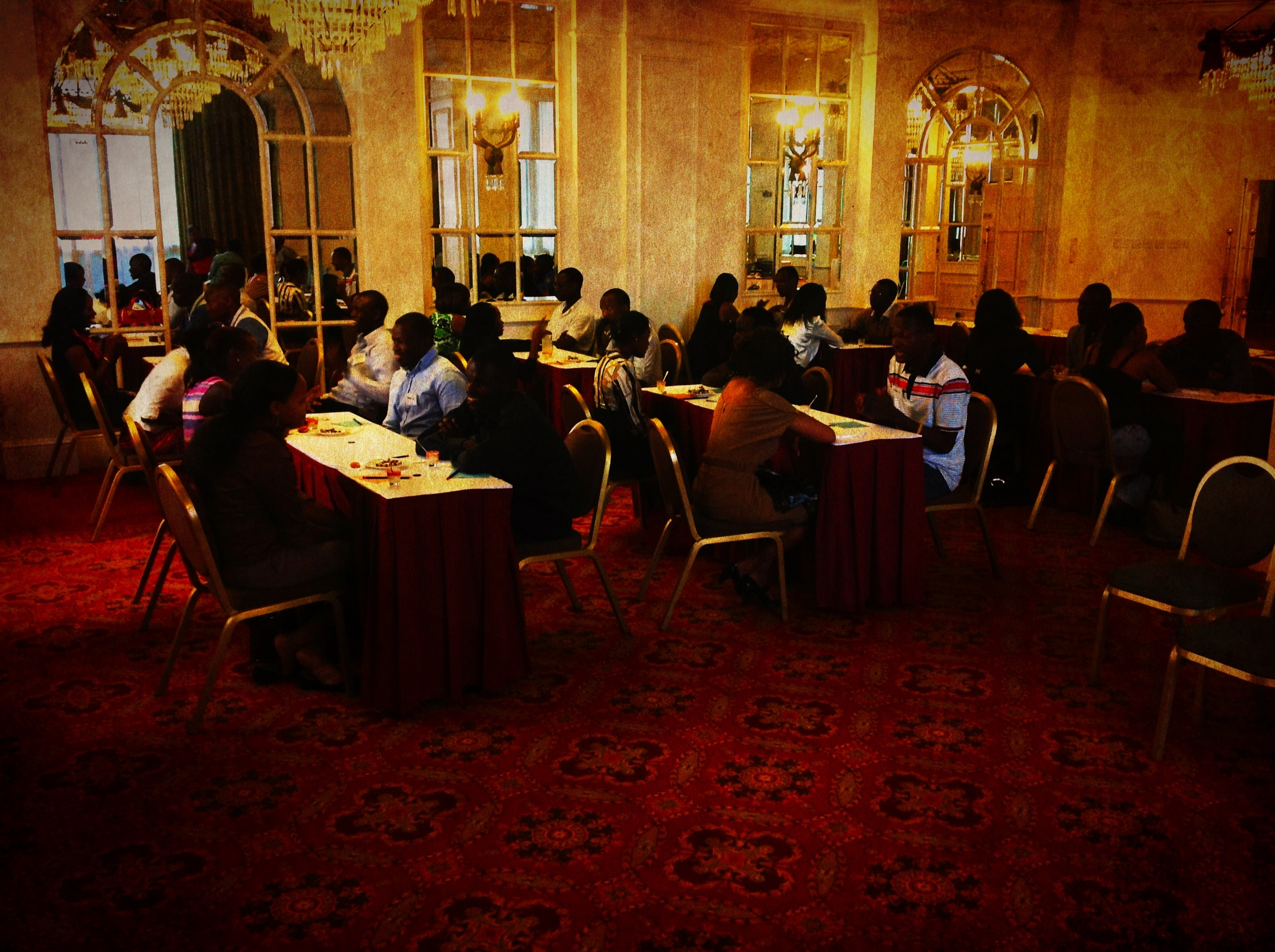
دوستیابی سرعتی در کنیا

دوست‌یابی سرعتی یا قرار سرعتی، یک شکل امروزی از قرار گذاشتن بین دو فرد به منظور آشنایی و بالا بردن احتمال یافتن دوست دختر/دوست پسر یا شریک بعدی زندگی است.
در این روش، تعدادی از افراد در یک چارچوب زمانی از پیش توافق شده در یک محلی که از سوی سازمان‌دهندگان دوست‌یابی به‌طور موقت اجاره شده، ملاقات می‌کنند. چند دقیقه‌ای به آنها فرصت داده می‌شود تا سر میز رو در رو صحبت کنند. زن‌ها سر میزشان می‌مانند و مردها هر بار که زنگ بعد از چند دقیقه به صدا در می‌آید به‌طور چرخشی به میز بعدی می‌روند. این مدت بسته به نوع تشکیلات دوستیابی ۳ تا ۸ دقیقه طول می‌کشد. در فواصل بین این گفت‌وگوها، مجری  زنگی را به صدا درمی‌آورد یا با جسمی قلم‌مانند به صفحه‌ای شیشه‌ای می‌کوبد تا به شرکت‌کنندگان خبر دهد تا جای خود را با شخص بعدی عوض کنند.
سپس طرف مقابل باید بله یا خیر را روی کارت خود علامت بزند. بله به معنای علاقه به گذاشتن قرار بعدی با آن فرد و نه به معنای عدم علاقه است. اگر هر دو طرف بله نوشته باشند، مطابقت وجود دارد. سپس این دو فرد، پس از پایان جلسه دوست‌یابی‌ها، اطلاعات تماس یکدیگر را از سازمان‌دهندگان دوست‌یابی سرعتی دریافت خواهند کرد. برخی افراد از دوست‌یابی سرعتی برای بهبود مهارت‌های اجتماعی استفاده می‌کنند.
در این رابطه سه تفاوت قابل توجه بین دو جنس عبارتند از:
- دوستیابی سرعتی در بین زنان بیشتر از مردان محبوب است؛ بنابراین صندلی‌های قسمت خانم‌ها پرتر از مکان‌های مخصوص آقایان است.
- مردان تقریباً دو برابر زنان تیک بله را می‌زنند.
- تقریباً همه مردان به تنهایی به یک قرار سرعتی می‌روند، در حالی که زنان اغلب با یک دوست دختر می‌روند.

## پیشینه
خاخام یاکوف دِیو مفهوم دوست‌یابی سرعتی را در پایان قرن بیستم ابداع کرد. او می‌خواست به مجردهای یهودی در لس‌آنجلس کمک کند تا شریک زندگی خود را پیدا کنند. ایده او در ایالات متحده رایج شد. با گذشت سال‌ها، این روش بیشتر و بیشتر به عنوان یک راه سودمند برای شناخت افراد در مدت زمان نسبتاً کوتاه پذیرفته شده‌است. همچنین این روش به مرور به حوزه‌هایی بیرون از استاندارد زن و مرد گسترش یافته و امروزه برای نمونه، دوست‌یابی سرعتی همجنس‌گرایان، افراد دارای تحصیلات عالی و جویندگان کار نیز وجود دارد.
با توجه به بحران جهانی کرونا در سال ۲۰۲۰، دوستیابی سرعتی برخط (آن‌لاین) با سرعت رایج شد. تفاوت این است که همه شرکت کنندگان در خانه می‌مانند و از طریق تماس تصویری با یکدیگر صحبت می‌کنند.

## تکنیک‌های سوال‌پرسی
به گفته یاکوف دیو سؤالاتی مانند "شغلت چیست؟" و کجا زندگی می‌کنی؟' برای دوست‌یابی سرعتی مناسب نیست، زیرا در این صورت این خطر وجود دارد که سؤال کننده تصور اشتباهی از طرف مقابل پیدا کند. از نظر او، سوالات مقدماتی بهتر عبارتند از:
- دوست دارید در اوقات فراغت خود چه کار کنید؟
- در تعطیلات بعدی کجا می‌خواهید بروید؟
- ساز موسیقی مورد علاقه شما چیست؟
- دلپذیرترین کاری که کسی در این هفته برای شما انجام داده چیست؟
- برای شاد بودن چه‌کار می‌کنی؟
- می‌خواهی روی سنگ قبرت چه نوشته شود؟
- پنج سال دیگر خودت را کجا می‌بینی؟